# Frederico III da Sicília
Frederico III da Sicília ou Frederico II de Atenas, cognominado O Simples (Catânia, 1 de setembro de 1341 - Messina, 27 de julho de 1377), foi Duque de Atenas, Duque de Neopatria e rei da Sicília,  de  1355 a  1377, sucedendo  seu irmão Luís . Entre  1362 e  1370,  Frederico foi substituído por  Rogério de Flor .
Era o segundo filho do rei da Trinácria,  Pedro II da Sicília , e de Isabel de Caríntia.
Os  primeiros anos do reinado de Frederico foram  marcados por repetidas guerras  contra o reino de Nápoles. Em 1372, chegou  a um acordo de paz com Nápoles e a Santa Sé, e  Frederico conseguiu ser reconhecido como rei tributário da Trinácria.
Frequentemente confunde-se Frederico o Simples com um monarca anterior, Frederico II, que escolheu chamar-se "Frederico III"  por ser o terceiro filho de outro rei, Pedro o Grande , embora  fosse realmente o segundo monarca siciliano a ter o nome de Frederico.
Frederico o Simples casou-se com Constança de Aragão, filha de Pedro IV de Aragão. De seu matrimônio nasceu uma única filha, Maria.